# Codorníu

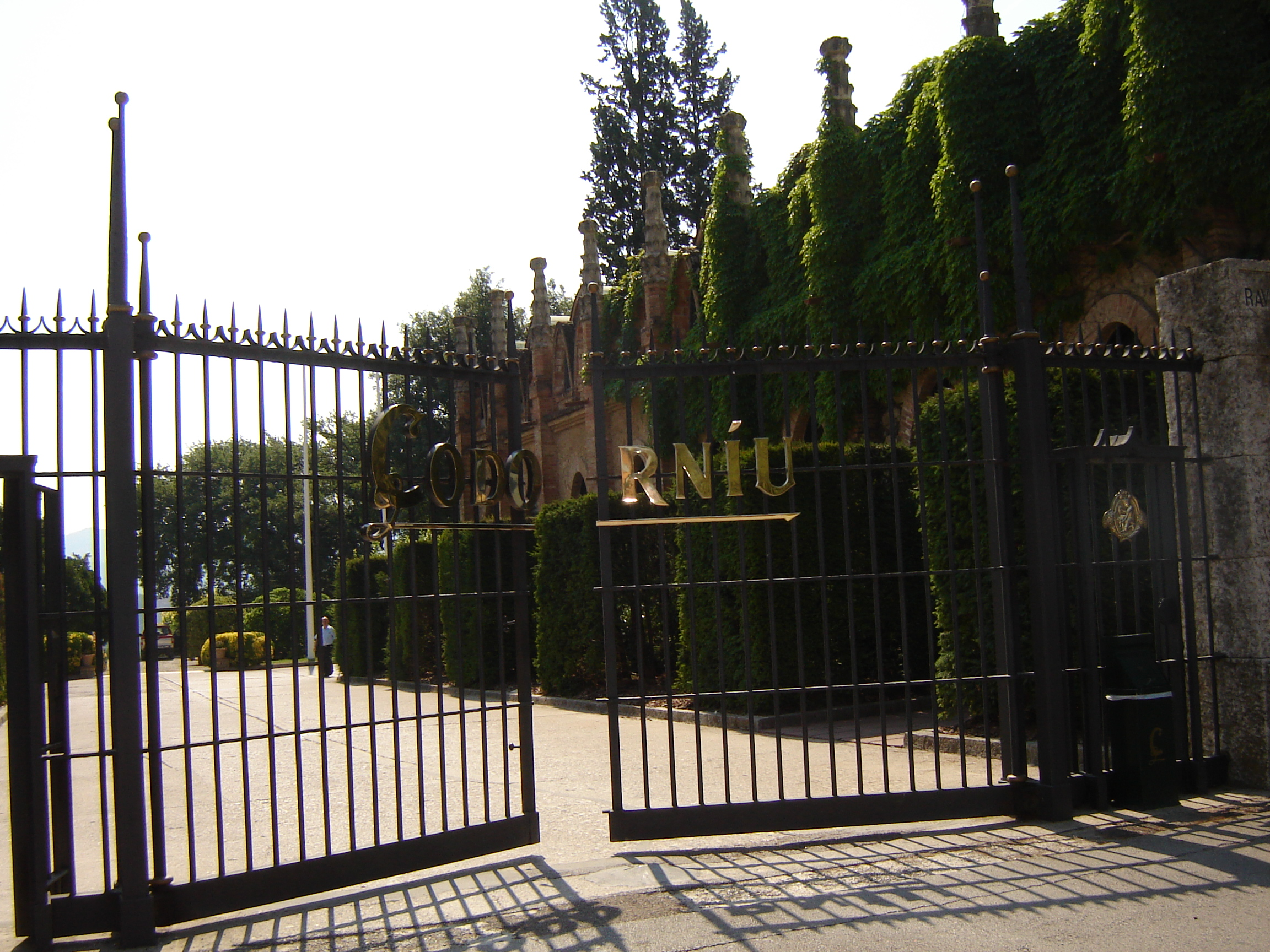
Codorníu

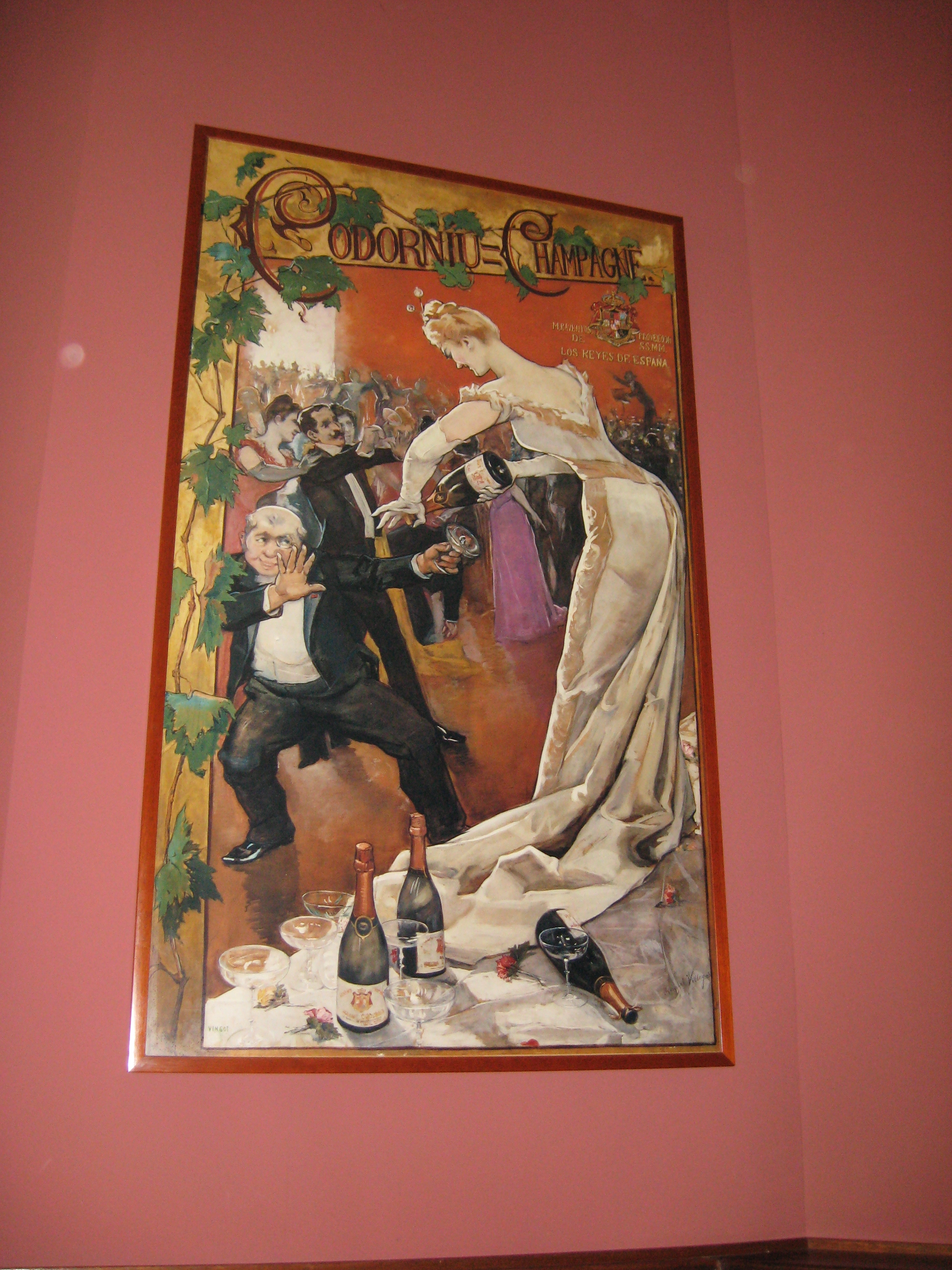
Codorníu-Wandbild

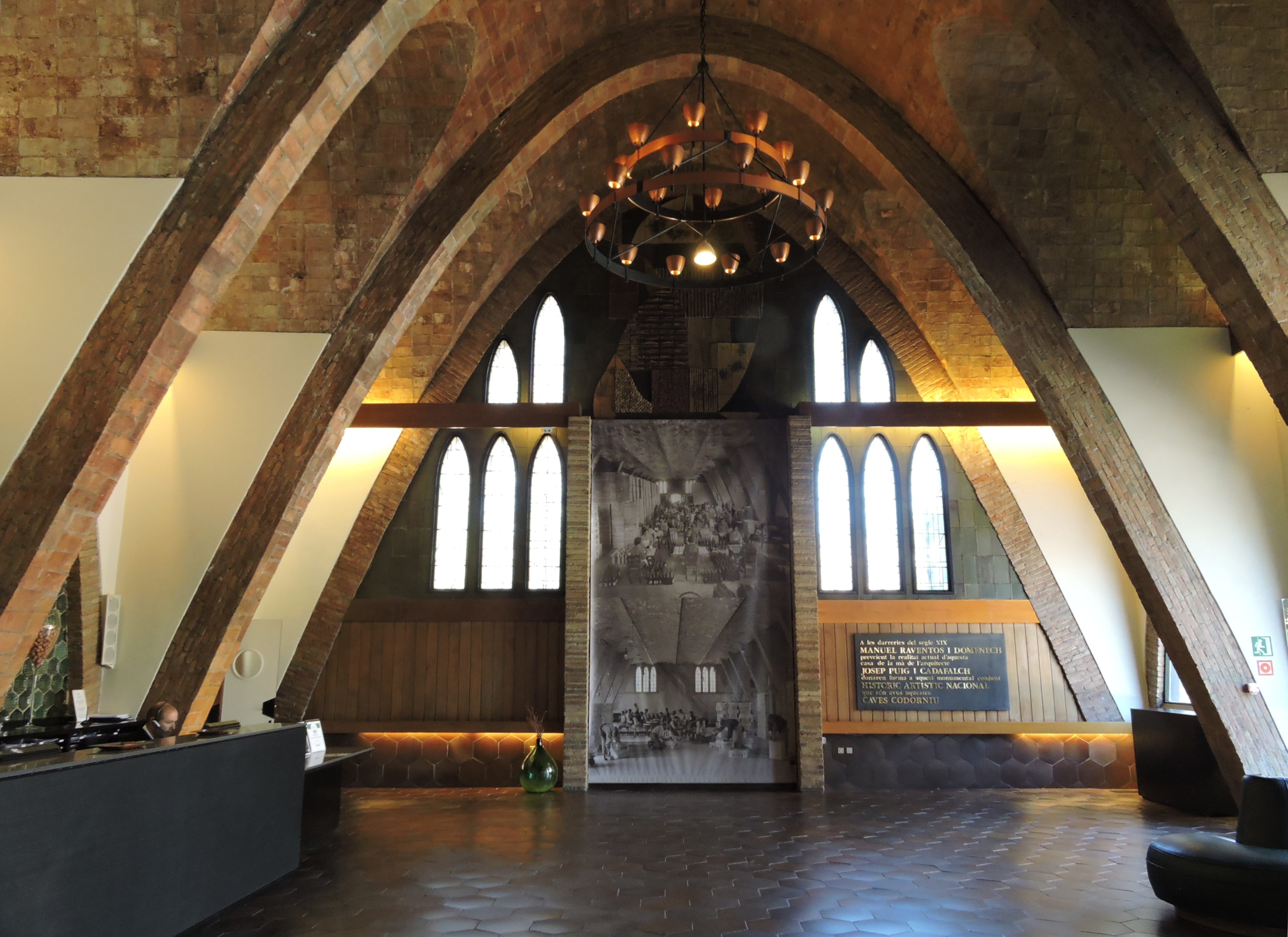
Parabelförmige Eingangshalle für Besucher

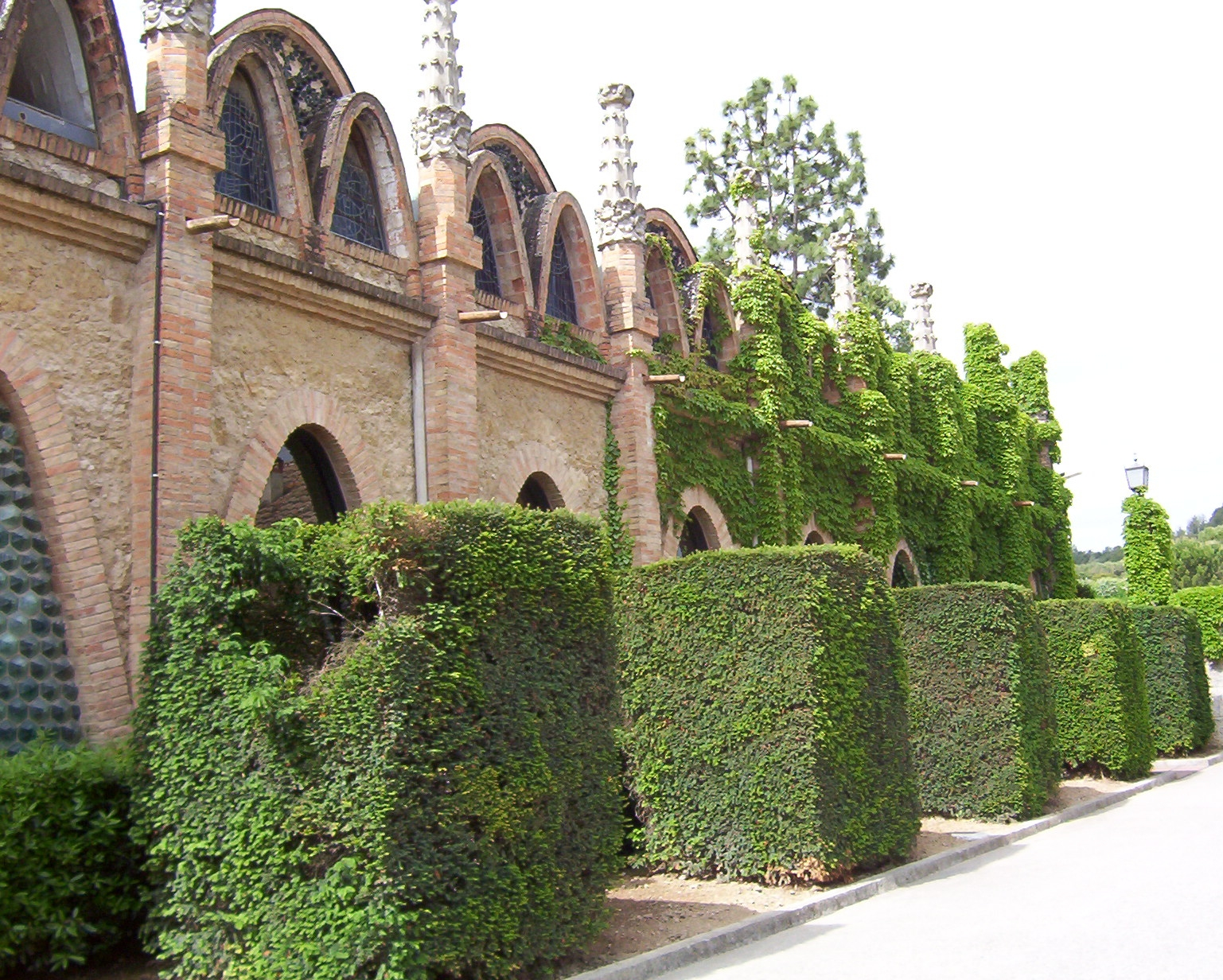
Parabelbögen am Stammhaus von Codorníu

Codorníu ist der weltweit größte Produzent von in der Flasche vergorenem Sekt, der nach der traditionellen Champagner-Methode (méthode traditionnelle) hergestellt wird. Das Unternehmen wurde im Jahre 1551 in Katalonien gegründet. Es werden jährlich 60 Millionen Flaschen produziert. Spanischer Schaumwein aus der Region Katalonien wird Cava genannt.

## Geschichte
Das Weingeschäft der Familie Codorníu geht zurück auf die Mitte des 16. Jahrhunderts. Ein Dokument dieser Zeit belegt, dass die Familie mehrere Maschinen und Geräte für die Weinbereitung besaß. Anna Codorníu heiratete im Jahre 1659 Miquel Raventós und beide Familien, jeweils mit einer langen Weinbautradition, wurden vereinigt. Im Jahre 1872 produzierte Josep Raventós zum ersten Mal in Spanien durch die Traditionelle Methode Cava und etablierte so eine völlig neue Industrie in der Region Alt Penedès.
Die Codorníu-Kellerei in Sant Sadurní d’Anoia wurde von Josep Puig i Cadafalch im Auftrag von Manuel Raventós zwischen 1895 und 1915 gebaut. Zu dieser Zeit produzierte Codorníu gerade einmal 100.000 Flaschen Cava pro Jahr und die Größe der neuen Struktur schien übertrieben. Die Lage der Kellerei in einiger Entfernung von der Straße und der Eisenbahnlinie war ungewöhnlich für die Zeit. Manuel Raventós war jedoch überzeugt, dass das familiäre Weingut möglichst nahe an den Weinbergen liegen sollte, denn er wusste, dass eine solche Nähe der Schlüssel zur Verbesserung der Qualität der Weine wäre. Als Beispiel für die Industrie-Architektur des Modernisme steht die Kellerei heute unter Denkmalschutz.
Auch heute noch kontrolliert Codorníu den gesamten Herstellungsprozess aller Cavas vom Weinbau bis zum fertigen Produkt.

## Expansion
Heute ist Codorníu Inhaber vieler Markennamen, die Anbaugebiete von inzwischen über 3000 ha in Spanien und Amerika repräsentieren. Diese sind: Masia Bach (Katalonien), Légaris (Ribera del Duero) Scala Dei (Priorat), Abadia de Poblet (Conca de Barberà), Bodegas Bilbaínas (Rioja), Raimat (Costers del Segre), Nuviana (Valle del Cinca), Séptima (Mendoza) und Artesa (Napa Valley, USA).
Das Wachstum des Unternehmens lässt sich in mehrere Phasen einteilen. Der erste Schritt war die Übernahme des seit 1914 bestehenden Schaumweinunternehmens Bach in den 1940er Jahren. Aus dieser Expansion entstand der Cava Rondel. In den 1970er Jahren wurde die Politik verfolgt, die wichtigsten spanischen Weinregionen in die Produktpalette aufzunehmen. Dies war noles volens eine Abkehr von einem Sortiment ausschließlich aus Schaumweinen hin zu Stillweinen. Mit der Californian Artesa Winery im Napa Valley wurde das Portefeuille in den 1990er Jahren international. 1999 folgte schließlich der Schritt nach Argentinien.